# 시베리아 이야기
《시베리아 이야기》(러시아어: Сказание о земле Сибирской, 영어: Ballad of Siberia, Symphony of Life)는 모스필름이 제작하고 1948년 개봉된 소련의 두 번째 컬러 영화이다.(첫 번째 컬러 영화는 1946년의 The Stone Flower이다). 이반 프일리예프가 감독하였고 블라디미르 드루지니코프와 마리나 라두이니나가 주연으로 출연하였다.
대중을 위한 음악과 예술가의 자기민족을 위한 음악, 그리고 이 양자를 대비적으로 그리면서, 혁명 후 이미 30년을 거치는 동안에 러시아에서도 생기기 시작한 예술가의 속물적인 귀족주의를 공격하기 위한 영화이다. 제2차 세계 대전 후 시베리아의 개발을 이야기한다.

## 줄거리
젊은 피아니스트인 안드레이(드루지니코프)는 전상(戰傷)을 입고 모스크바로 돌아왔으나 손을 부상당해 이제 전과 같은 연주를 할 수 없게 된다. 그는 음악원의 교수나 학우, 그리고 애인인 나타샤(라두이니나)에게도 이별을 고하지 않고 고향인 시베리아로 돌아간다. 낮엔 대건설공사의 제도공으로 일하고, 밤이 되면 클럽에 모이는 노동자들에게 아코디언을 들려 주면서 옛날의 시베리아 노래를 불러 주던 안드레이는 이와 같은 새로운 생활 속에 참다운 예술이 있음을 발견한다. 시베리아의 대지와 민중과의 사이에서 느껴지는 악상을 바탕삼아 작곡한 안드레이의 교향곡 오라토리오 〈시베리아 이야기〉가 모스크바에서 처음으로 연주되었을 때 그 자리에는 나타샤의 기쁨에 찬 모습이 보인다.

## 출연
- 블라디미르 드루지니코프: 안드레이 역
- 마리나 라두이니나: 나타샤 역
- 블라디미르 젤딘: 보리스 역
- 베라 바실예바: 나타스차 역
- 보리스 안드레예프: 야코프 브루마크 역

## 같이 보기
- 소련의 영화
- 러시아의 영화
- 가라오케